# 388 هـ
388 هـ هي سنة في التقويم الهجري امتدت مقابلةً في التقويم الميلادي بين سنتي 998 و998.

## مواليد
- ابن أبي حصينة

## وفيات
- أبو الفرج الشنبوذي
- صمصام الدولة

- أبو سليمان الخطابي
- محمد بن عبد الله الجوزقي
- أبو الوفاء البوزجاني